# RaiSat 3
RaiSat 3 - Enciclopedia era un'emittente televisiva satellitare prodotta da RaiSat e Rai, dedicata ai programmi di Rai Educational.
Fu lanciata il 13 ottobre 1997 e nel 1999 si trasformò in Rai Educational Sat, mantenendo inalterata la propria linea editoriale.
Nel 2000, l'emittente venne affiancata dal canale di formazione a distanza Rai Lab. Successivamente, con la riorganizzazione di Rai Educational, si ebbe anche il restyling dei due canali. Rai Lab e Rai Educational Sat furono sostituite da Rai Edu Lab. Un nuovo cambio di denominazione comportò il passaggio da Rai Edu Lab a Rai Edu 1 durante la nascita di Rai Edu 2.
Il 1º febbraio 2009, Rai Edu 2 diventa Rai Storia e, il 19 ottobre seguente, Rai Edu 1 cambia nome in Rai Scuola.